# Die Sanguiniker
Die Sanguiniker (Sangvinikern), op. 27, är en vals av Johann Strauss den yngre.

## Historia
Framsidan till det första klaverutdraget av valsen Die Sanguiniker pryds av en festlig utomhusscen; en ung man stämmer en gitarr medan en grupp av hans vänner, några drickandes vin, tittar på. Titelns optimism återspeglas också i de spirituella valsmelodier som Strauss dirigerade för första gången vid en utomhusfest i rekreationsorten Wasserglacis (där idag Wiener Stadtpark ligger) den 2 september 1846. Trots den uppenbara uppmaningen med titeln verkar valsen inte ha funnit nåd hos publiken. Efter framförandet hånade fadern Johann Strauss den äldres anhängare den unge kompositören genom att föreslå att han inte var van "att spela utomhus under kalla kvällar".

## Om valsen
Speltiden är ca 10 minuter och 9 sekunder plus minus några sekunder beroende på dirigentens musikaliska tolkning.